# Merklín (ort i Tjeckien, Karlovy Vary)
Merklín är en ort i Tjeckien.   Den ligger i regionen Karlovy Vary, i den västra delen av landet, 110 km väster om huvudstaden Prag. Merklín ligger 516 meter över havet och antalet invånare är 1 117.
Terrängen runt Merklín är kuperad åt nordväst, men åt sydost är den platt. Runt Merklín är det tätbefolkat, med 343 invånare per kvadratkilometer. Närmaste större samhälle är Karlovy Vary, 10,6 km söder om Merklín. Omgivningarna runt Merklín är en mosaik av jordbruksmark och naturlig växtlighet.